# Sunday Mail
Sunday Mail este un ziar britanic deținut de compania media Trinity Mirror și este considerat ediția de duminică a ziarului Daily Record. Ziarul are sediul la Glasgow, și este distribuit în Scoția. În luna mai 2008, ziarul a avut un tiraj de 487.579 exemplare.